# Нокс Тауншип (округ Клеріон, Пенсільванія)
Нокс Тауншип (англ. Knox Township) — селище (англ. township) в США, в окрузі Клеріон штату Пенсільванія. Населення — 996 осіб (2020).

## Демографія
Згідно з переписом 2010 року, у селищі мешкало 1036 осіб у 410 домогосподарствах у складі 303 родин. Було 465 помешкань
Расовий склад населення:
| - 99,8 % — білих |

До двох чи більше рас належало 0,1 %. Частка іспаномовних становила 0,1 % від усіх жителів.
За віковим діапазоном населення розподілялося таким чином: 20,5 % — особи молодші 18 років, 63,6 % — особи у віці 18—64 років, 15,9 % — особи у віці 65 років та старші. Медіана віку мешканця становила 42,6 року. На 100 осіб жіночої статі у селищі припадало 92,2 чоловіків;  на 100 жінок у віці від 18 років та старших — 93,4 чоловіків також старших 18 років.
Середній дохід на одне домашнє господарство  становив 63 682 долари США (медіана — 51 250), а середній дохід на одну сім'ю — 74 541 долар (медіана — 61 518). Медіана доходів становила 37 969 доларів для чоловіків та 34 375 доларів для жінок. За межею бідності перебувало 5,7 % осіб, у тому числі 4,7 % дітей у віці до 18 років та 9,3 % осіб у віці 65 років та старших.
Цивільне працевлаштоване населення становило 582 особи. Основні галузі зайнятості: освіта, охорона здоров'я та соціальна допомога — 25,6 %, виробництво — 19,1 %, будівництво — 11,7 %, роздрібна торгівля — 9,1 %.